# Jacek Malczewski
Jacek Malczewski (Radom, 1854. július 15. – Krakkó, 1929. október 8.) lengyel modernista és szimbolista festő.

## Élete
Malczewski egy elszegényedett nemesi családban nőtt fel, és kezdetben a szülei nevelték. Az apja a Radomi Kormányzóság Földhitel Társaságának főtitkára, az anyja a napóleoni hadsereg egykori tisztjének lánya volt.  13 évesen nagybátyja, Feliks Karczewski wielgie-i birtokára került. 1871-ben Krakkóba költözött, ahol gimnáziumba járt, és vendégtanuló volt a Képzőművészeti Iskolában, később a Krakkói Képzőművészeti Akadémián tanult. Első tanára, a híres festőművész, Jan Matejko felismerte Malczewski tehetségét, és rávette, hogy azonnal kezdjen el művészeti tanulmányokkal foglalkozni. Párizsban az École national supérieure des beaux-arts de Paris-ban Henri Lehmannnál folytatta a tanulmányait. 1896-ban professzorként tért vissza a krakkói akadémiára (1900-ig, majd 1912-től 1921-ig). 1912-től 1914-ig az egyetem rektora volt. 1897-ben egyik alapítója volt a krakkói Sztuka művészegyesületnek.
Malczewski először Artur Grottger hatására festett vidéki témájú festményeket és történeti témájú festményeket romantikus stílusban, túlnyomórészt sötét színekkel. 1890 körül kezdett a szimbolizmus felé fordulni, de hű maradt a történelmi témákhoz. Leghíresebb festményei közé tartozik a Śmierć Ellenai  (Helena halála, 1883), a Wigilia na Syberii (Karácsony Szibériában, 1892), a Melancholia (Melankólia, 1890–1894), a Błędne koło (Az ördögi kör, 1897) és Aleksandra Wielopolskiego portréja (1903). Számos önarcképet is készített.
Számos külföldi tartózkodása ellenére (Franciaország, Németország, Ausztria, Olaszország, Görögország, Törökország) a lengyel művészet és folklór hatott rá leginkább. Munkássága a századforduló körüli Fiatal Lengyelország mozgalom központi alakjává tette.

## Képgaléria

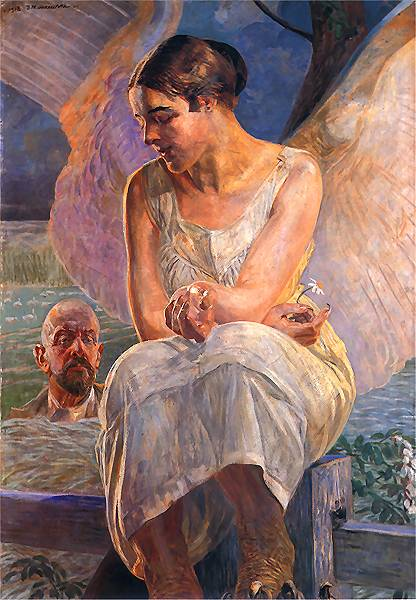
Intermezzó
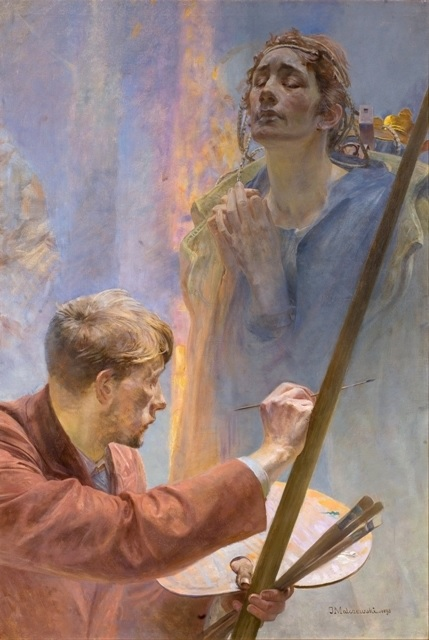
Művész és múzsa
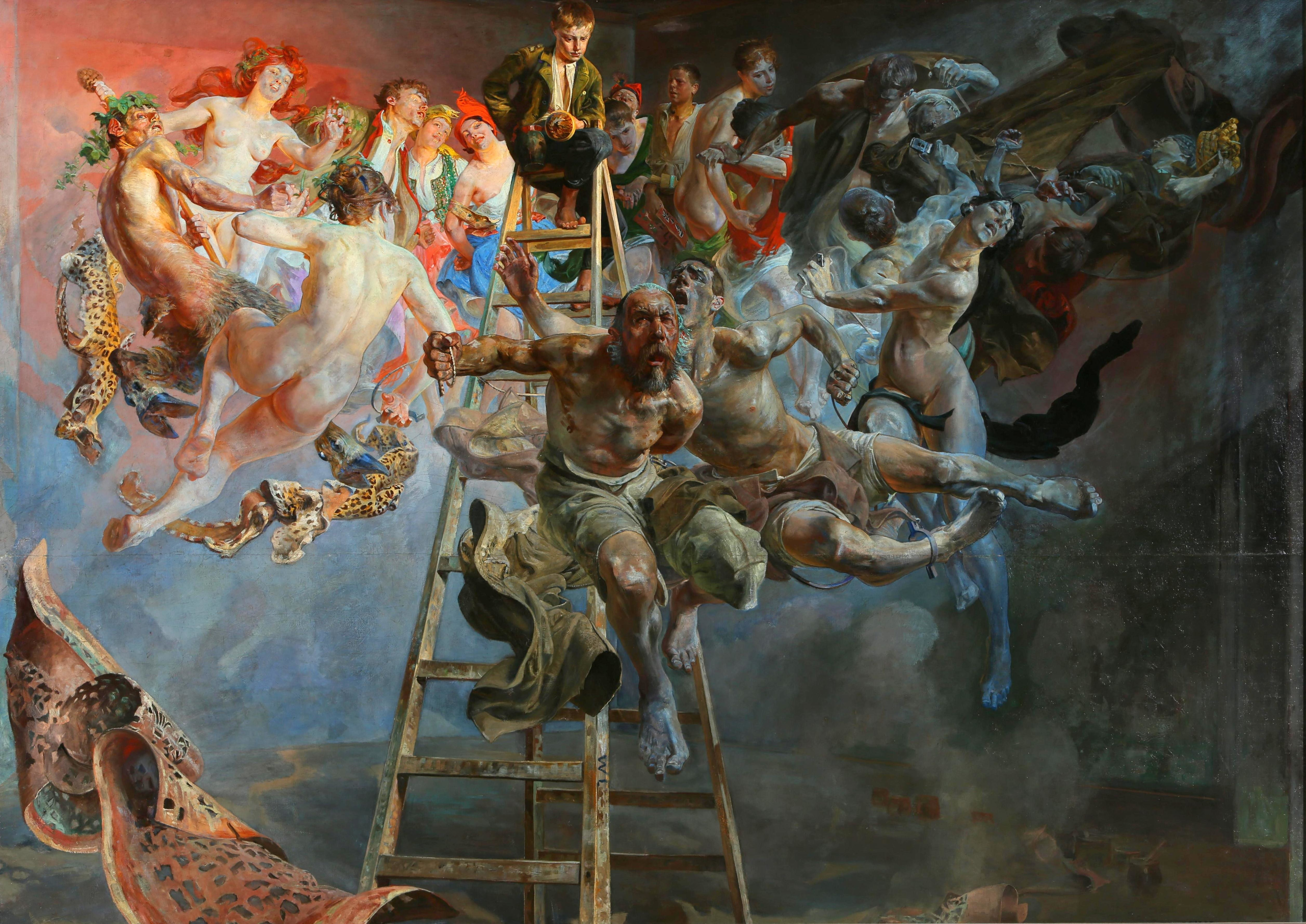
Az ördögi kör
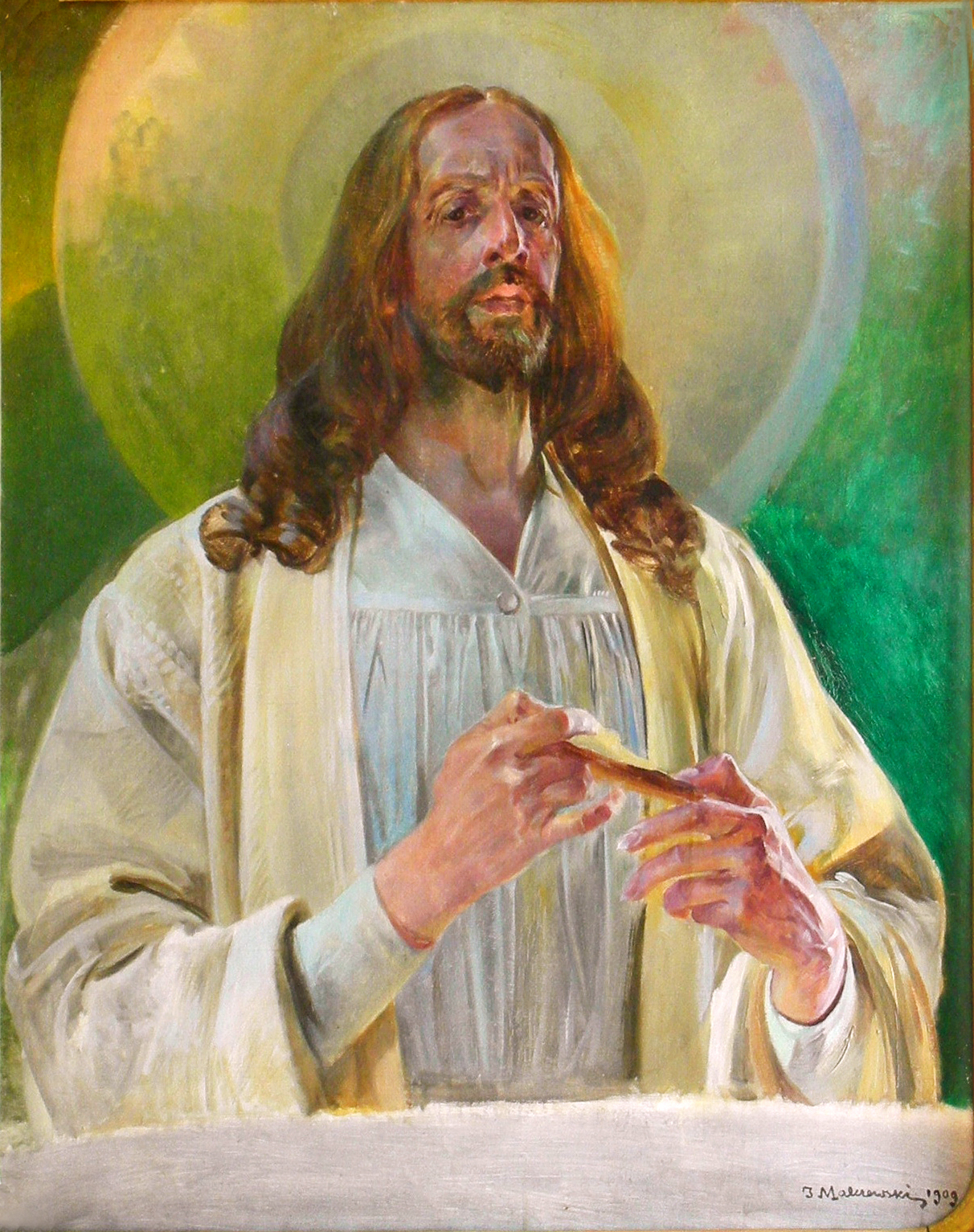
Krisztus Emmausban
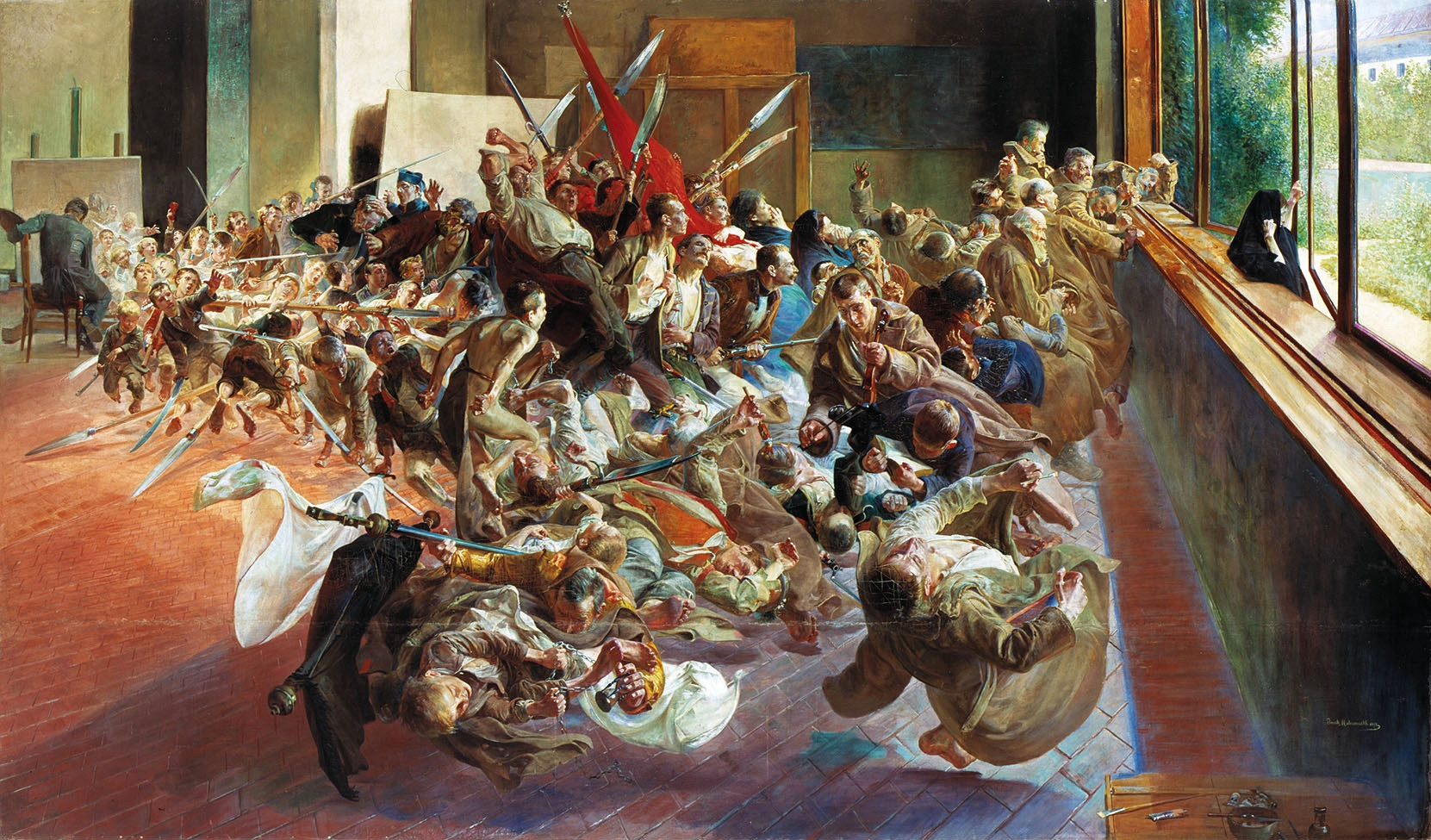
Melankólia
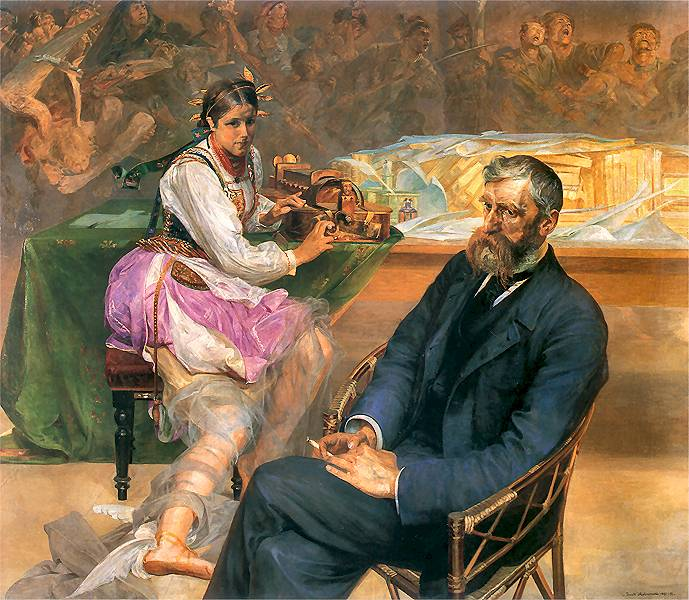
Adam Asnyk és múzsája
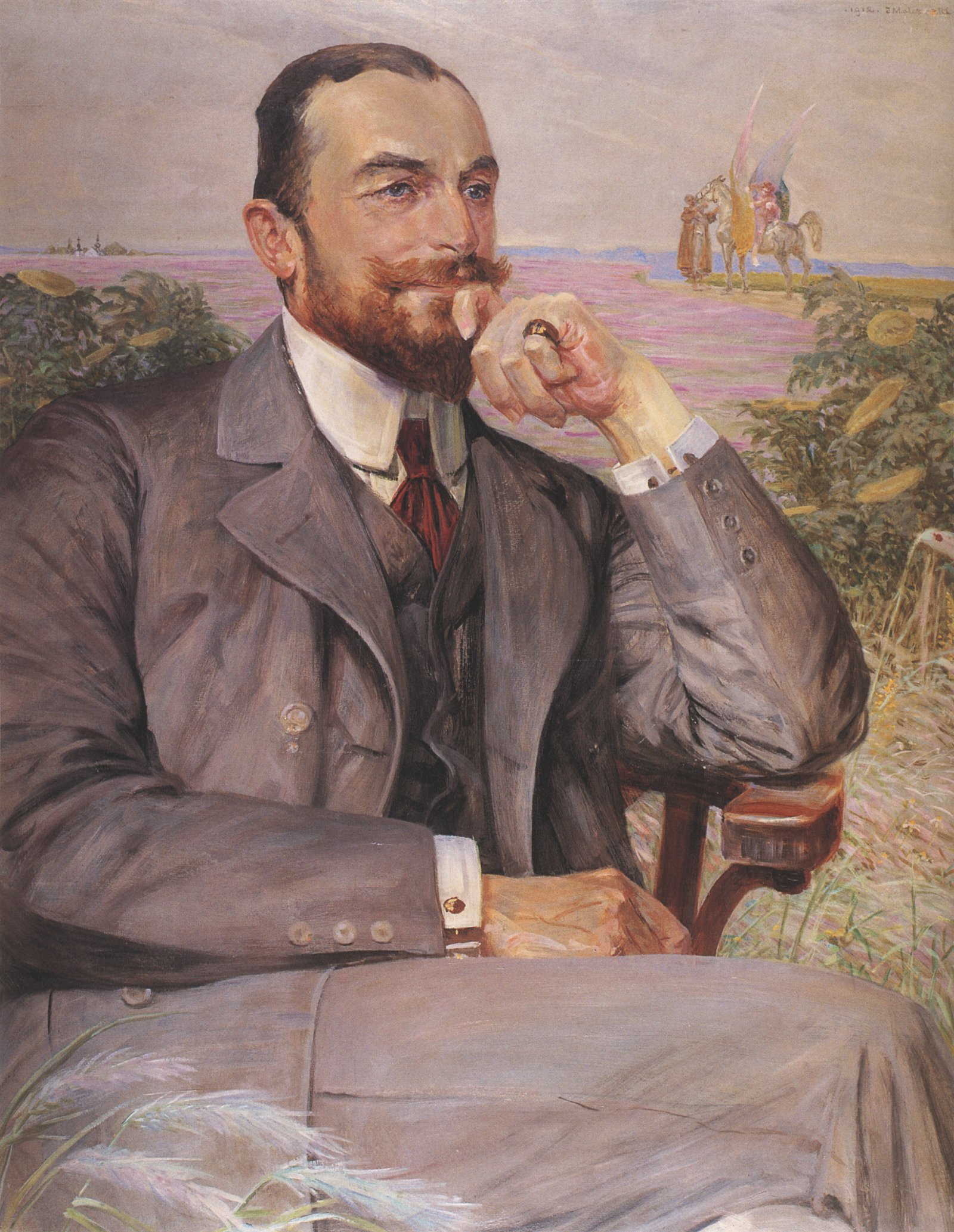
Ludwik Żeleński arcképe
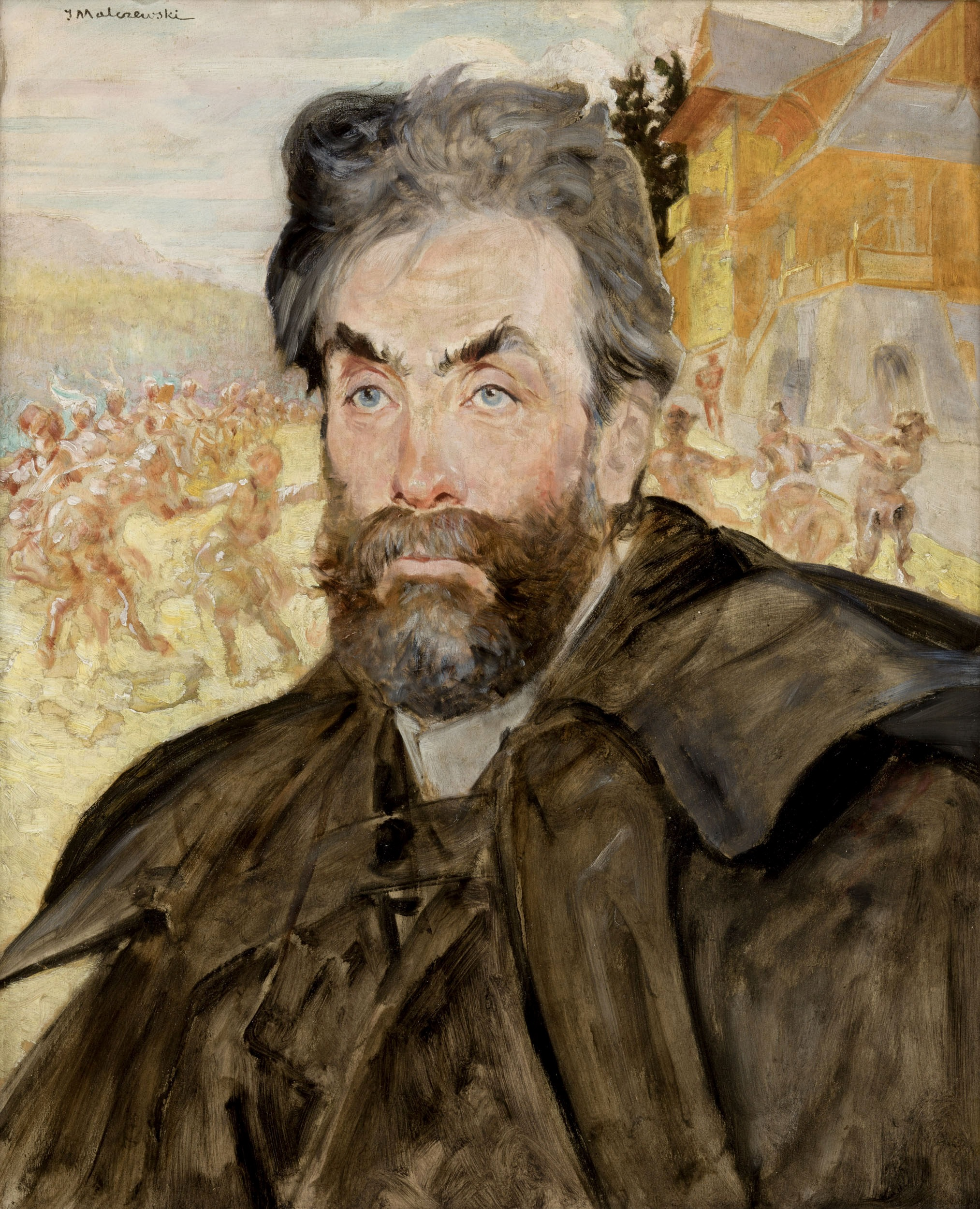
Stanisław Witkiewicz portréja
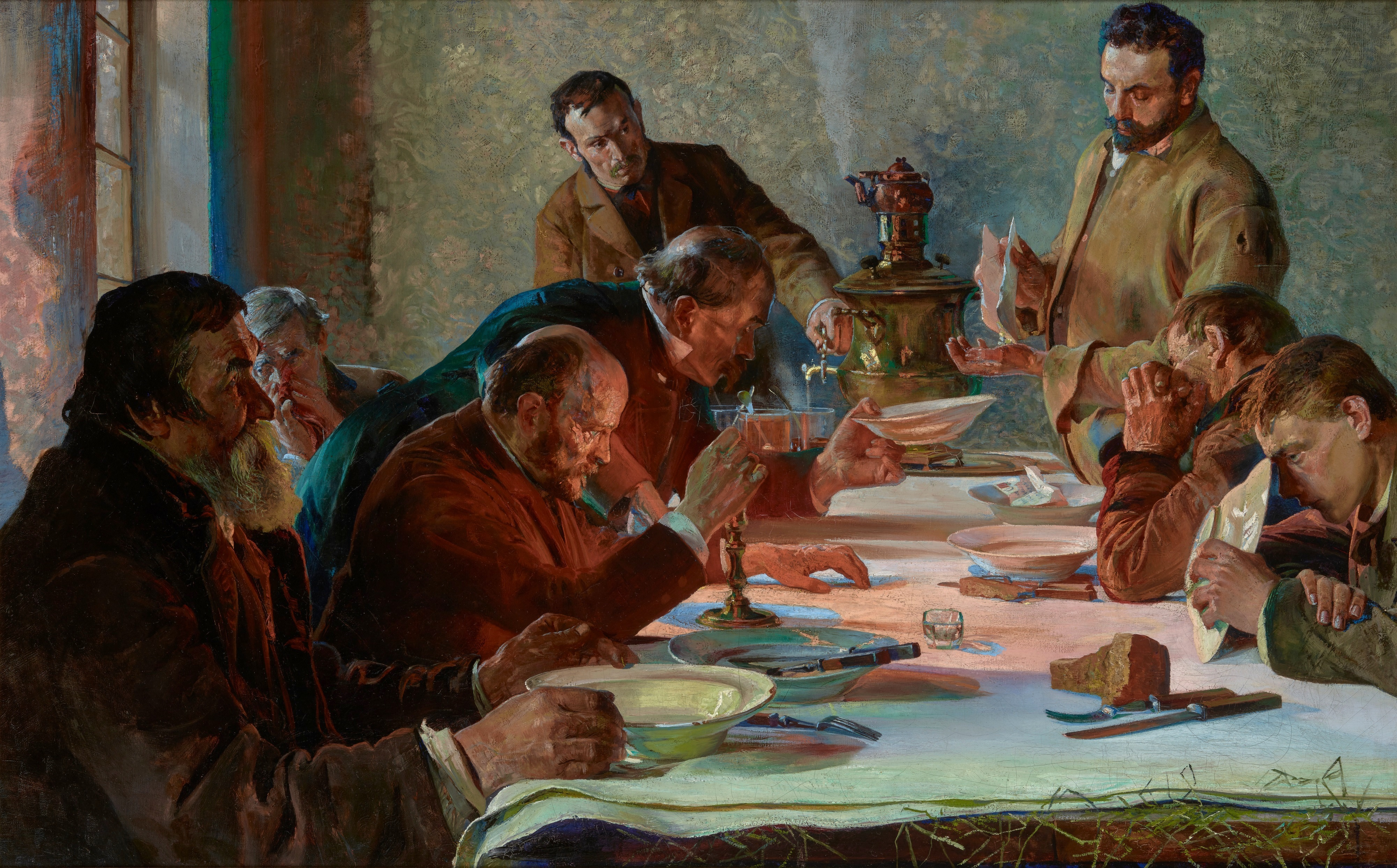
Karácsony Szibériában

## Fordítás
- Ez a szócikk részben vagy egészben  a   Jacek Malczewski című német Wikipédia-szócikk ezen változatának fordításán alapul.  Az eredeti cikk szerkesztőit annak laptörténete sorolja fel. Ez a jelzés csupán a megfogalmazás eredetét és a szerzői jogokat jelzi, nem szolgál a cikkben szereplő információk forrásmegjelöléseként.